# Cem Cako

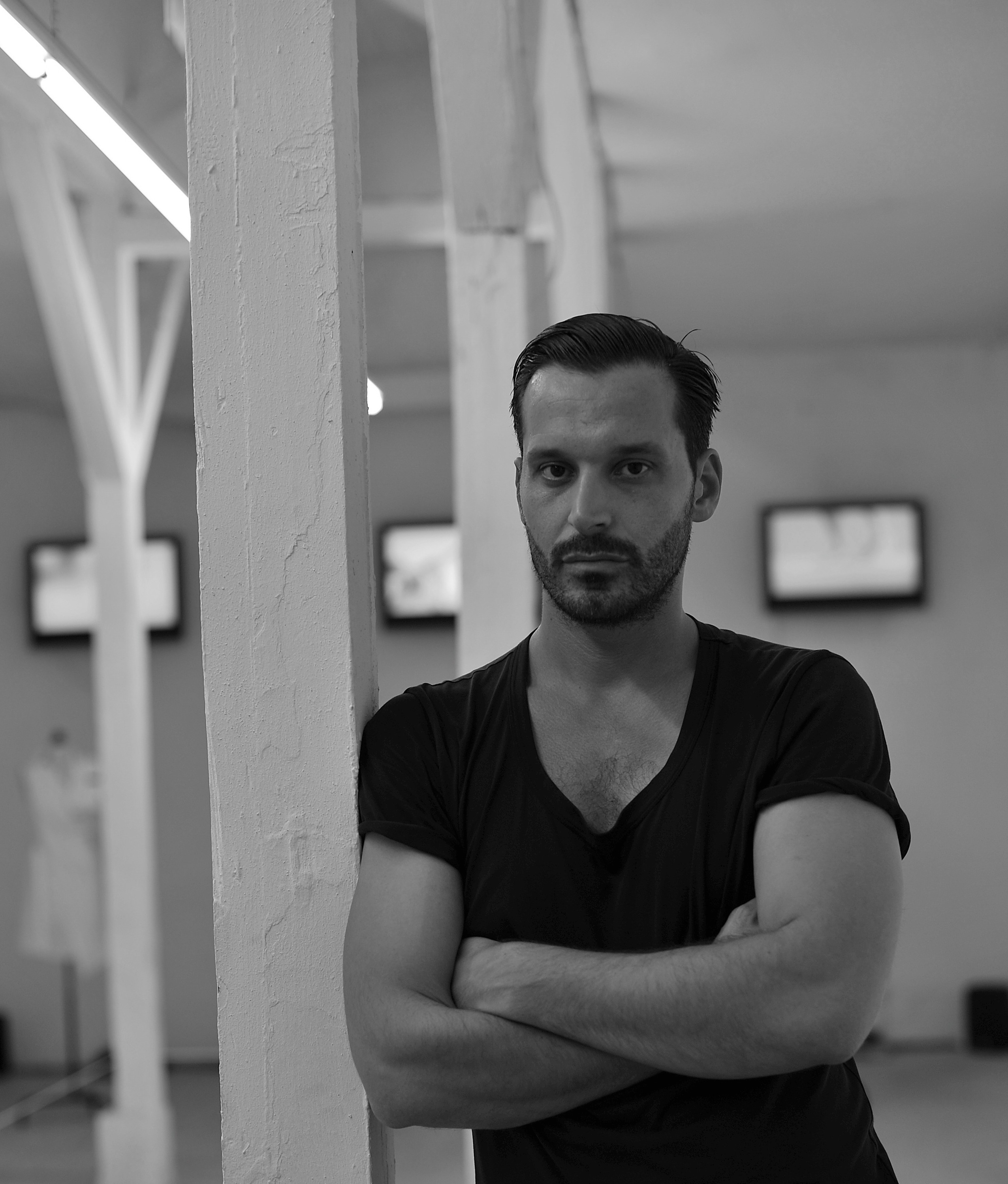
Cem Cako (2009)

Cem Cako (* 8. Januar 1977) ist ein deutsch-nordmazedonischer postkonzeptueller Künstler, der auf dem Gebiet der Mode arbeitet.

## Leben
Cako studierte an der Koninklijke Academie voor Schone Kunsten van Antwerpen bei Walter Van Beirendonck und Dries Van Noten Modedesign. An der Staatlichen Akademie der Bildenden Künste in Stuttgart absolvierte er sein Studium der Bildhauerei und studierte Philosophie (Ästhetik, Ethik und technologische Kultur) am Institut für Philosophie der Universität Stuttgart. 
Seit 2013 leitet Cako ein Atelier für neue Schneiderei und Design in Stuttgart. 2016 präsentierte er seine Debütkollektion „Extended Situation I (Une Première)“ im Rahmen einer Guerilla-Aktion am Palais de Tokyo - Museum für zeitgenössische Kunst während der Modewoche in Paris.
Er unterrichtet an der Polimoda in Florenz im Bereich Vision und kreative Denksysteme und ist Lehrbeauftragter an der Staatlichen Akademie der Bildenden Künste in Stuttgart im Bereich Bildhauerei (Material- und Raumkonzepte unter Einbeziehung neuer Medien). 
Darüber hinaus hat Cako einen Lehrauftrag am Raffles-Institut für Design in Mailand und ist Lehrer für Handarbeit und Schneiderei an der Waldorfschule im Kräherwald in Stuttgart.

## Arbeit
In Cem Cakos postkonzeptueller Arbeit ist die Idee / das Konzept wesentlich. Die Untersuchung von Material und Ideen durchläuft zunächst eine theoretische Diskussion (häufig im Bereich der ästhetischen Theorien) und wird erst dann umgesetzt.
Seine Modearbeit konzentriert sich auf Formfindungsprozesse, bei denen Couture- und Schneidertechniken durch interdisziplinäre Denkweisen und Modellmethoden erweitert werden, um neue Ansätze zur Beantwortung aktueller Fragen im Modedesign zu entdecken. Der Schwerpunkt liegt auf dem Handwerk (Maßschneiderei, Bildhauerei) im Spannungsfeld zwischen Digitalisierung, technologischer Kultur und Nachhaltigkeit. 
Cakos Herangehensweise an Modedesign steht im Wesentlichen in der Tradition der Antwerp Fashion School und versteht sich als Weiterentwicklung.

## Auszeichnungen
- 2007 Shirt Avenue Prize - Milan Consorzio Italiani Tessuti Per Camiceria In Mailand, Italien
- 2008 Master Of Linen Award - Milan Centro Lino Italiano in Mailand, Italien
- 2008 Otage Polytechnic Award - Dunedin, Neuseeland Für Innovationen im Umgang mit Materialien und Methoden Otago Polytechnic
- 2008 Best Upcoming Belgium Fashion Designer Award - Antwerpen für die beste Interpretation einer Kollektion im Geiste des belgischen Modedesigns am Goethe-Institute in Brüssel, Belgien
- 2009 Emerging Designer Award - Dunedin, Neuseeland, ID Dunedin Fashion Institute